# Sangonera la Seca
Sangonera la Seca es una pedanía perteneciente al municipio de Murcia en la Región de Murcia (España). Cuenta con una población de 5.910 habitantes (INE 2022) y una extensión de 74,208 km², siendo la pedanía murciana más extensa. Se encuentra a unos 11 km de Murcia y tiene una altitud media de 100 metros sobre el nivel del mar.

## Geografía
Limita con:
- al Norte: Cañada Hermosa, Barqueros y municipio de Alcantarilla
- al Este: Alcantarilla, San Ginés y Sangonera la Verde
- al oeste: municipios de Librilla y Alhama de Murcia
- al Sur: Carrascoy

Se encuentra dividida en varios barrios, entre los que se podrían destacar: Puntarrón, Cuevas del Norte, Molino de la Vereda y los diseminados de las Salinas y Belén.

## Fiestas
Celebra sus fiestas mayores la primera semana de junio, en honor del Sagrado Corazón de Jesús, su patrono. En agosto celebra las fiestas de la Ermita Roca, también en honor a su patrono y el 8 de septiembre, la romería y fiestas de su patrona, la Virgen María Santísima de Belén, la más antigua. Otros festejos son los realizados en honor a la Virgen del Carmen en Cuevas del Norte y a la Virgen del Rosario en el Molino de la Vereda.

## Lugares de interés
- De tipo histórico: la Ermita de Belén del siglo XV donde se halla su patrona la Virgen María Santísima de Belén, con obras de Gregorio Molera Torá; la Ermita del Tío Roca, o del Sagrado Corazón de Jesús (siglo XIX), patrón de Sangonera la Seca, con obras de José Noguera; el caserón del Tío Roca del siglo XIX; la Parroquia de San José (siglo XX), con obras de Manuel Muñoz Barberán, Anastasio Martínez, Francisco Liza y la imagen de San José, obra de los valencianos Rausell y Llorens, discípulos de Ponsoda y Bravo, de mediados del siglo XX.

- De tipo cultural: la ermita de las Cuevas del Norte (cuevanos), con pinturas de Cerezo Montilla; la Ermita del Rosario, en el barrio del Molino de la Vereda, conocido cariñosamente por "El Barrio", con obras de José Sánchez Lozano (Virgen del Rosario) y José María Almela Costa (cuadro de San Eustaquio); la presa de la Locía, en el Paso de los Carros, del siglo XIII; la ermita de la Purísima, en la Torre Guil, del siglo XVII; el escudo de la casa de los Teatinos (siglo XVII); el escudo de Torre Visedo (siglo XVIII); las Salinas, ya explotadas por los romanos, con un caserón del siglo XIX; el puente romano del Puntarrón (en el barrio de su mismo nombre).

- De tipo ecológico y paisajístico: los cabezos de Cuesta Blanca, desde donde se divisa todo el Valle del Bajo Guadalentín y la huerta de Sangonera; el Parque Municipal de la Majada Blanca (conocido por el Majal Blanco), en la Sierra de Carrascoy, con vistas al valle del río Sangonera; la Rambla de Belén, con impresionantes paredes y meandros; la Rambla de las Salinas, históricamente llamada "Rambla del Pino", feroz en su comienzo y tímida en su final.

## Escudo
Breve explicación del escudo de Sangonera la Seca, aprobado en Pleno de la Junta Municipal el 30 de marzo de 2004
Cuartel superior izquierdo: En plata, tres montañas de sal y sobre la del centro, una corona real, que simbolizan a las Salinas Reales de Sangonera. Están sobre el puente romano (Pontarrón) en oro. Bajo el puente una vara de pastor con su calabaza, que simboliza la Vereda Real de Ganados, el camino más antiguo de la comarca. Todo sobre fondo de gules.
Cuartel superior derecho: Es el escudo nobiliario de la familia Rocamora, que ostentaba el señorío de la Villa de la Voz Negra o Villanueva de Sangonera. Sobre ondas de azur y plata se eleva una roca y sobre ella un roque en oro. Sobre el roque una racimo de moras. Dos flores de lis en oro flanquean el roque. Todo sobre azur.
La mitad inferior del escudo simboliza el origen del nombre de nuestro pueblo. Sobre ondas de azur y plata, el río Sangonera o Guadalentín y sobre fondo de sable, dos espadas cruzadas, una mora y otra cristiana, ensangrentadas en sus extremos. Esto representa a la famosa batalla de la que tanto se habló en la Edad Media, la batalla sangrienta que mantuvieron moros y cristianos en nuestra vega, que “por la sangre vertida, hoy se llama Sangonera”. Saavedra Fajardo dixit.
Todo está timbrado con la corona real cerrada, propia de la monarquía española y con una divisa que dice: “Vox Nigra et Sanguinaria”, en latín, los nombres de los dos pagos que dieron lugar a Sangonera la Seca.
NOTA 1: El escudo respeta escrupulosamente las reglas de la heráldica.
NOTA 2: Los colores en heráldica son: gules (rojo); azur (azul); sable (negro); sinople (verde)… Los metales son dos, oro (amarillo) y plata (blanco).

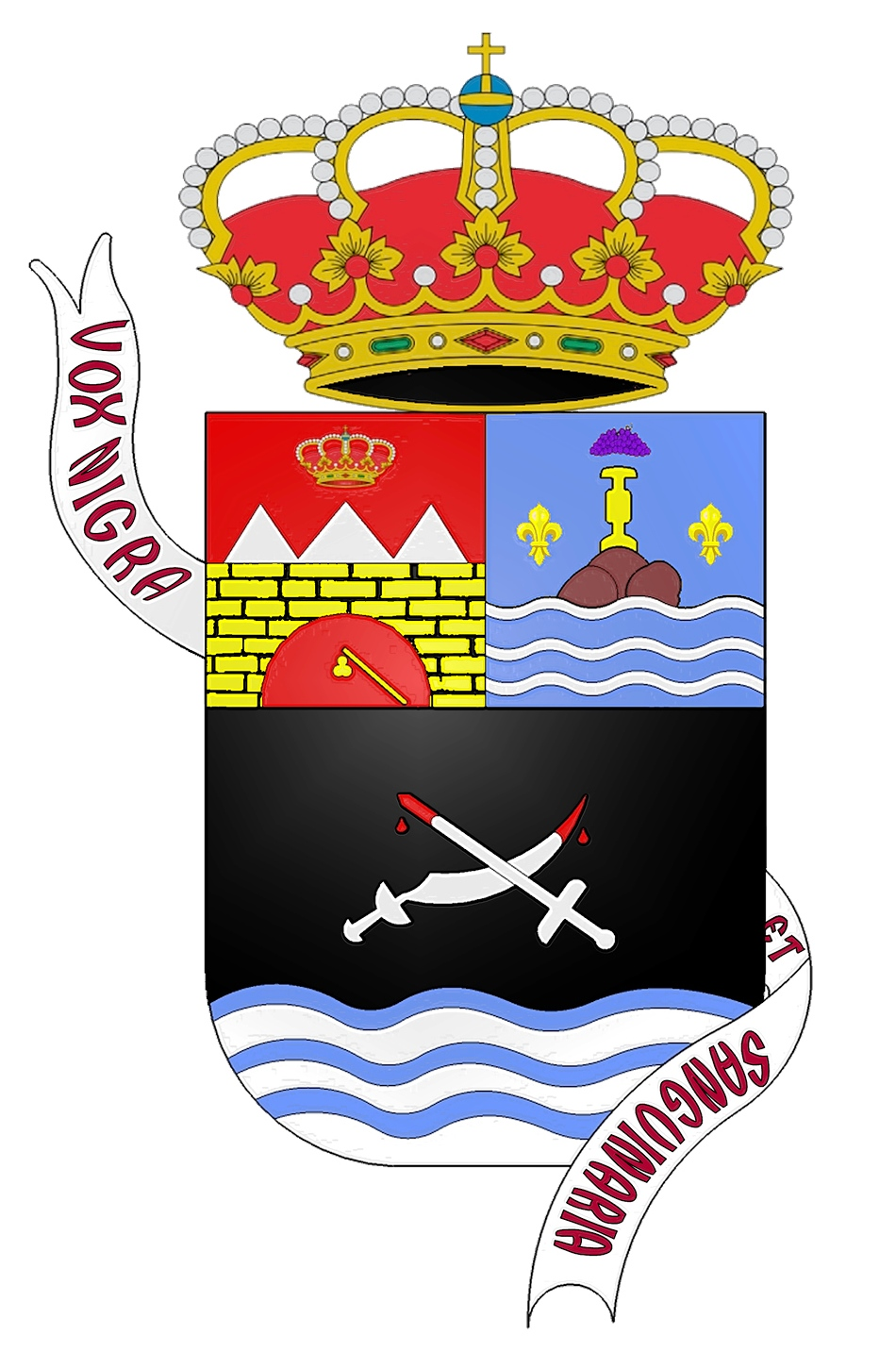
Escudo oficial de Sangonera la Seca.

- Datos: Q6120066
- Multimedia: Sangonera la Seca / Q6120066